# ヴィッラ・ラティーナ
ヴィッラ・ラティーナ（伊: Villa Latina）は、イタリア共和国ラツィオ州フロジノーネ県にある、人口約1,100人の基礎自治体（コムーネ）。

## 地理

### 位置・広がり
フロジノーネ県の東部に位置するコムーネ。カッシーノから北へ14km、イゼルニアから西へ33km、県都フロジノーネから東へ41km、ローマから東南東へ115kmの距離にある。

#### 隣接コムーネ
隣接するコムーネは以下の通り。
- アティーナ
- ベルモンテ・カステッロ
- ピチニスコ
- サンテリーア・フィウメラーピド

### 気候分類・地震分類
ヴィッラ・ラティーナにおけるイタリアの気候分類 (it) および度日は、zona E, 2107 GGである。
また、イタリアの地震リスク階級 (it) では、zona 1 (sismicità alta) に分類される。

## 行政

### 山岳部共同体
広域行政組織である山岳部共同体「ヴァッレ・ディ・コミーノ山岳部共同体」 (it:Comunità montana Valle di Comino) （事務所所在地: アティーナ）を構成するコムーネの一つである。